# Брызгальце
Бры́згальце (лат. Spiraculum) — трансформировавшееся в процессе эволюции (в связи с образованием челюсти) жаберное отверстие у большинства акул и всех скатов, а также целакантовых (заросшее), осетрообразных и многопёрых, расположенное за глазами животных. Служит для втягивания воды, которая по специальному каналу попадает в жабры, чтобы содержащийся в ней кислород мог быть использован для дыхания. У многопёрых рыб используются для вдыхания воздуха; есть предположения, что аналогичным образом дышали ранние тетраподы.
Виды, живущие на дне, всасывают воду почти исключительно через брызгальце, так как через рот в них попадало бы много песка и отложений. У скатов брызгальце поэтому находится на спине.